# Westerburg (Dornum)
Die Westerburg ist eine abgegangene Burg in der ostfriesischen Gemeinde Dornum im Landkreis Aurich, Niedersachsen. Sie stand im Kernort an der heutigen Straße Coldehörn.

## Geschichte
Die Westerburg wurde wie die anderen beiden Häuptlingsburgen des Ortes, die  Norderburg und die Osterburg – die spätere Beningaburg, im 14. Jahrhundert errichtet. Sie bestand aus einem Steinhaus und einer Vorburg. Beide waren von einem Graben umschlossen. Ursprünglich befand sich die Anlage im Besitz von Eger, dem zweiten Sohn des Dornumer Häuptlings Hero Attena. Eger vererbte die Burg an seinen Sohn Hicko und dieser an seine Tochter Idze, die mit Tamme Kankena von Wittmund verheiratet war. Im Zuge der Auseinandersetzungen mit der Hanse wegen der Unterstützung der Seeräuberei durch ostfriesische Häuptlinge und Städte nahm der mit der Hansestadt Hamburg verbündete Ulrich Cirksena Tamme Kankena gefangen. Er kam erst wieder frei, nachdem er die Westerburg an die Cirksena abtrat. Später übergab Ulrich die Burg an Häuptling Ayelt Beninga zu Hinte, von dessen Witwe Ulrichs Gemahlin Theda sie schließlich kaufte. Im Tausch gegen die Friedeburg überließ Theda das Dornumer Bauwerk den Brüdern Hero und Hicko von Dornum. Wie die beiden anderen Dornumer Burgen wurde die Westerburg im Zuge der Sächsischen Fehde zerstört, anschließend aber nicht wieder aufgebaut. Auf dem Burgplatz entstand 1719 eine Perlgrützenmühle.